# Damenorden

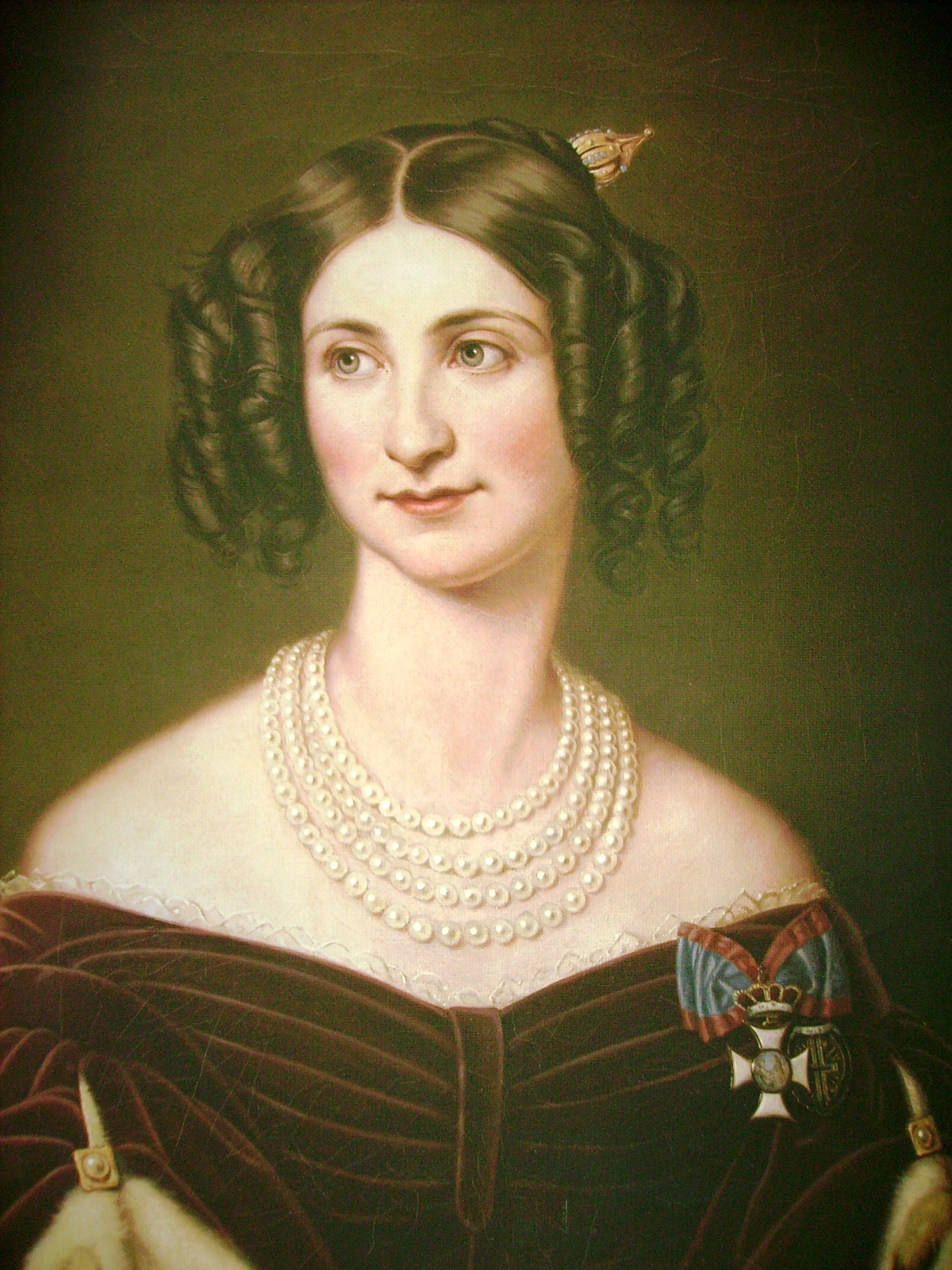
Eugénie de Beauharnais mit dem St. Elisabethenorden und dem Sternkreuzorden

Als Damenorden bezeichnet man Orden, die für Frauen gestiftet wurden und in die nur Frauen aufgenommen werden.
Man kann bei Damenorden zwischen Hausorden für weibliche Adlige, Verdienstorden für Frauen und Orden adliger Damenstifte unterscheiden. Teilweise wird auch eine besondere Ausführung der Ordensdekoration für Damen als „Damenorden“ bezeichnet. Eine Sonderform sind die Orden der Königlichen Familie.
In der Regel wird die Dekoration von Damenorden an einer Damenschleife auf der linken Brust und ohne Bruststern getragen. Orden mit mehreren Ordensklassen weichen von dieser Regel meistens ab.

## Heutige Damenorden
Verliehen werden Damenorden heute
- als Hausorden:
  -  Sternkreuzorden (Haus Habsburg)
  -  Orden der heiligen Isabella (Haus Braganza)
  -  Theresienorden (Haus Wittelsbach)
  -  Orden der Heiligen Olga und der Heiligen Sophia (Haus Schleswig-Holstein-Sonderburg-Glücksburg, Griechische Linie)
  -  Orden der Königlichen Familie (Britische Königsfamilie)

- als Verdienstorden:
  -  Nishan al-Kamal (Ägypten)
  -  Eupoieia-Orden (Griechenland)
  -  Orden der Edlen Krone (Japan)
  -  Orden der Fürstin Olga (Ukraine)
  -  Russischer Orden der Heiligen Katharina (Russland; wird selten auch an Männer verliehen).

## Liste früherer Damenorden

### Hausorden
- Grafschaft Barcelona
  - Orden del Hacha
- Königreich Bayern
  -  St. Elisabethenorden
- Herzogtum Bretagne
  - Orden der Damen vom Strick
- Habsburgermonarchie
  -  Orden der Sklavinnen der Tugend
- Königreich Kastilien
  -  Ritterlicher Orden der Damen von der Schärpe
- Herzogtum Mantua
  - Maria-Elisa-Damenorden
- Kaiserreich Mexiko
  -  San-Carlos-Orden
- Sachsen-Merseburg
  -  Orden des Totenkopfs
- Schweden
  - Orden der Marie Eleonore
- Spanien
  -  Königlicher Marien-Louisen-Orden
- Vereinigtes Königreich
  -  Royal Order of Victoria and Albert
  -  Order of the Crown of India

### Verdienstorden
- Herzogtum Braunschweig
  -  Frauenverdienstkreuz (Braunschweig)
- Fürstentum Lippe
  -  Bertha-Orden
- Osmanisches Reich
  -  Nişan-ı Şefkat
- Österreich-Ungarn
  -  Elisabeth-Orden (Österreich-Ungarn)
- Kaiserreich Persien
  -  Sonnenorden (Persien)
- Königreich Preußen
  -  Louisenorden
  -  Frauen-Verdienstkreuz (Preußen)
  -  Verdienstkreuz für Frauen und Jungfrauen
- Königreich Rumänien
  -  Elisabeth-Kreuz (Rumänien)
- Königreich Sachsen
  -  Sidonien-Orden
  -  Maria-Anna-Orden
- Königreich Serbien
  - Natalien-Orden

### Orden adliger Damenstifte
- Pour la vertu (Mecklenburg)
- St.-Anna-Orden (Bayern)